# Hillfort von Fallburn

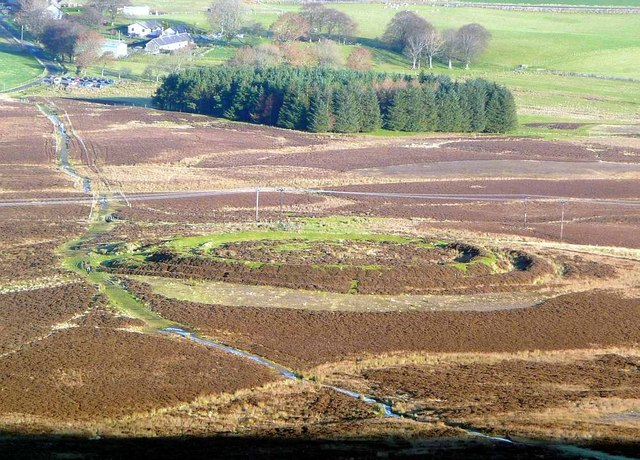
Hillfort von Fallburn in der Bildmitte

Das Hillfort von Fallburn (auch Fallburn at Tinto, Tinto Hillfort oder Totherin Hill genannt) liegt an der Nordflanke des Totherin Hill, südlich von Thankerton bei Symington in South Lanarkshire in Schottland.
Das doppelt umwallte, ovale Hillfort misst innerhalb der doppelten Wälle und Gräben etwa 64,0 auf 55,0 m. Die Anlage ist in einem relativ guten Zustand, wobei der äußere Graben von einem Wall begleitet wird, dessen Nordostsegment fehlt. Der innere Wall ist an der Basis 12,2 m breit und ragt bis zu 2,8 m über den Innenraum und 3,0 m über den Boden des inneren Grabens. Der größte Teil des Materials für seine Konstruktion stammt aus dem äußeren Graben, aber eine beträchtliche Menge lieferte auch die Oberfläche im Inneren. Eine Besonderheit des inneren Walls ist, dass er von Resten einer etwa 3,0 m dicken Mauer umgeben ist. Auf der Südseite ist zu erkennen, dass der Kern der Mauer hauptsächlich aus Stein besteht. Es scheint unwahrscheinlich, dass die Mauer ein Originalmerkmal ist. Sie ist eher eine Verstärkung der Anlage in einer späteren Phase.
Der äußere Wall hat eine durchschnittliche Breite von 6,0 m und erhebt sich bis zu 1,8 m über den Gräben. Es gibt Eingänge auf der Nordost- und Nordwestseite. Bei jedem sind die Wälle eingezogen und enden am inneren Graben.
Im Inneren gibt es eine jüngere, runde Einhegung, die von einer niedrigen Rasenbank gebildet wird. Ein kleiner Cairn innerhalb des Südostquadranten ist damit verbunden.